# Lauri Aus
Lauri Aus (Tartu, 4 de novembre de 1970 - Matjama, 20 de juliol de 2003) fou un ciclista estonià, professional des del 1995 fins al 2003. Del seu palmarès destaca el Tour de Poitou-Charentes i dos campionats nacionals, un en ruta i l'altre en contrarellotge.
El juliol de 2003, mentre els seus companys d'equip disputaven el Tour de França, va ser atropellat per un camió durant un entrenament per Estònia i va morir per les ferides sofertes.

## Palmarès
- 1993
  - 1r a l'Essor basque
  - Vencedor d'una etapa al Gran Premi François-Faber
- 1994
  - Vencedor de 2 etapes al Tour Nivernais Morvan
- 1996
  - Vencedor de 2 etapes al Tour de Poitou-Charentes
  - Vencedor de 2 etapes a la Ruban Granitier Breton
- 1997
  - 1r al Tour del Llemosí i vencedor d'una etapa
  - Vencedor d'una etapa a la Volta a Polònia
- 1998
  - 1r al Tour de Poitou-Charentes i vencedor d'una etapa
  - 1r al Classic Haribo
  - Vencedor d'una etapa al Tour de l'Oise
- 1999
  - 1r al Gran Premi d'Isbergues
- 2000
  -  Campió d'Estònia en ruta
  -  Campió d'Estònia en contrarellotge
- 2001
  - Vencedor d'una etapa al Tour de Poitou-Charentes

### Resultats al Tour de França
- 1997. 124è de la classificació general
- 2000. Abandona (13a etapa)

### Resultats a la Volta a Espanya
- 1998. Fora de temps (11a etapa)
- 2002. Abandona (8a etapa)